# 仙台青叶学院短期大学
仙台青叶学院短期大学（日语：／ Sendai Seiyō Gakuin Tanki Daigaku *），简称青叶或青叶短大（せいようたんだい），是一所位于日本宫城县仙台市若林区的私立短期大学。

## 概要

### 简介
- 学校最早可以追溯到1980年[2]、仙台青叶学院短期大学为于2009年开办[2]。由学校法人北杜学园经营。

### 历史
- 2009年 仙台青叶学院短期大学并同时设置両个学科、以下列挙。
  - 护理学科
  - 商务阅历学科[注 2]。
- 2013年 両个学科成立、以下列挙。
  - 儿童学科[注 3]
  - 复健医学科[注 4]
    - 物理治疗学专攻[注 5]
      - 第一部
      - 第二部）

    - 职能治疗学专攻[注 6][2]。
- 2014年 牙科卫生学科成立[注 1][1]。
- 2015年 营养学科成立。
- 2016年 观光商务学科成立。

### 宪章
- 请参看仙台青叶学院短期大学的标志 （日語） 2013年11月20日阅览。

## 学校环境
- 五桥校区：宫城县仙台市若林区
  - 商务阅历学科[注 2]
  - 护理学科
  - 儿童学科[注 3]
  - 营养学科
- 长町校区：宫城县仙台市太白区
  - 复健医学科[注 4]
    - 物理治疗学专攻[注 5]
      - 第一部
      - 第二部

  - 职能治疗学专攻[注 6]
- 中央校区：宫城县仙台市青叶区[注 1]
  - 牙科卫生学科[注 1][1]
  - 观光商务学科

## 历任校长
- 藤村重文：第一代短期大学校长、现在短期大学校长[3]

## 著名人和有关人员
- 菅原良：教员

## 组织

### 学科
- 商务阅历学科[注 2]
- 护理学科
- 儿童学科[注 3]
- 复健医学科[注 4]
  - 物理治疗学专攻[注 5]
    - 第一部
    - 第二部

  - 职能治疗学专攻[注 6]
- 牙科卫生学科[注 1][1]
- 营养学科
- 观光商务学科

### 专科
| - 没有 |

### 业余课程
| - 没有 |

## 相关链接
- 日本短期大学列表